# Meurtre pour une Rolex
 (novembre 2022).
La mise en forme du texte ne suit pas les recommandations de Wikipédia : il faut le « wikifier ».
Les points d'amélioration suivants sont les cas les plus fréquents :
- Les titres sont pré-formatés par le logiciel. Ils ne sont ni en capitales, ni en gras.
- Le texte ne doit pas être écrit en capitales (les noms de famille non plus), ni en gras, ni en italique, ni en « petit »…
- Le gras n'est utilisé que pour surligner le titre de l'article dans l'introduction, une seule fois.
- L'italique est rarement utilisé : mots en langue étrangère, titres d'œuvres, noms de bateaux, etc.
- Les citations ne sont pas en italique mais en corps de texte normal. Elles sont entourées par des guillemets français : « et ».
- Les listes à puces sont à éviter, des paragraphes rédigés étant largement préférés. Les tableaux sont à réserver à la présentation de données structurées (résultats, etc.).
- Les appels de note de bas de page (petits chiffres en exposant, introduits par l'outil «  Source ») sont à placer entre la fin de phrase et le point final[comme ça].
- Les liens internes (vers d'autres articles de Wikipédia) sont à choisir avec parcimonie. Créez des liens vers des articles approfondissant le sujet. Les termes génériques sans rapport avec le sujet sont à éviter, ainsi que les répétitions de liens vers un même terme.
- Les liens externes sont à placer uniquement dans une section « Liens externes », à la fin de l'article. Ces liens sont à choisir avec parcimonie suivant les règles définies. Si un lien sert de source à l'article, son insertion dans le texte est à faire par les notes de bas de page.
- La présentation des références doit suivre les conventions bibliographiques. Il est recommandé d'utiliser les modèles {{Ouvrage}}, {{Chapitre}}, {{Article}}, {{Lien web}} et/ou {{Bibliographie}}. Le mode d'édition visuel peut mettre en forme automatiquement les références.
- Insérer une infobox (cadre d'informations à droite) n'est pas obligatoire pour parachever la mise en page.

Pour une aide détaillée, merci de consulter Aide:Wikification.
Si vous pensez que ces points ont été résolus, vous pouvez retirer ce bandeau et améliorer la mise en forme d'un autre article.
Le meurtre pour une Rolex est un assassinat commis le 20 avril 1998 à Singapour par Jonaris Badlishah, Malaisien de 23 ans, neveu du sultan de Kedah, pour voler la montre Rolex de la victime afin de l'offrir à sa petite amie. La victime, Sally Poh Bee Eng, une esthéticienne de 42 ans, a été frappée à la tête de plus de dix coups de marteau avant le cambriolage. Jonaris Badlishah a été arrêté trois jours plus tard et accusé de meurtre.
Lors de son procès, l'accusé a présenté une défense sur la base de sa culpabilité réduite à l'accusation de meurtre, affirmant qu'il était déprimé, intoxiqué par des drogues et qu'il entendait des voix lui disant de tuer la victime. Ces allégations ayant été mises en doute par les experts, il a été reconnu coupable de meurtre et condamné à mort en décembre 1998, puis pendu en 1999 après avoir perdu son appel.

## Enquête
Le 20 avril 1998, un passant a trouvé le corps d'une femme dans les bois près de l'arrêt de bus Marina South. Ses affaires étaient à l'arrêt de bus. La victime a ensuite été identifiée comme étant Sally Poh Bee Eng (浦美英; Pǔ Liángxiù), 42 ans, esthéticienne et maquilleuse. Au moment de sa mort, Poh était mariée à Lee Boon Siang (李文祥: Lǐ Wénxiáng), un enseignant de 47 ans, et avait deux enfants adultes. La police a découvert que certains de ses objets de valeur avaient disparu, notamment une montre Rolex achetée par son mari trois ans avant le meurtre.
Selon le mari de Poh, la veille du meurtre, il a entendu sa femme parler au téléphone avec un homme à propos d'un rendez-vous tôt le matin. Lee a dit que d'après ce qu'il a entendu, le nom de l'homme était "Lai Joe". La police a ensuite utilisé ce nom et découvert qu'il y avait un homme de 23 ans surnommé "Liar Joe" qui ressemblait à "Lai Joe".
"Liar Joe", de son vrai nom Jonaris Badlishah, a été arrêté trois jours après le meurtre. Le jour du meurtre, il avait offert à Saifon Ngammoo, sa petite amie de 31 ans, une montre Rolex en guise de cadeau d'anniversaire. Il a été confirmé qu'il s'agissait de la montre que Poh portait avant sa mort. Jonaris, dont le nom complet était Tunku Jonaris Badlishah bin Tunku Abdul Hamid Thani, a été accusé de meurtre parce qu'il était le neveu du sultan de Kedah de l'époque (d'où son nom de "Tunku Jonaris Badlishah" dans les journaux de Singapour et de Malaisie).

## Procès
Le 28 octobre 1998, Jonaris Badlishah, alors âgé de 23 ans, a été jugé devant la Haute Cour de Singapour pour le vol et le meurtre de Poh. Il était défendu par l'avocat, Peter Fernando, et le directeur adjoint des poursuites publiques, Jasbendar Kaur, a dirigé l'accusation. L'accusé portait habituellement un costume noir et des chaussures cirées pour faire bonne impression lors de sa comparution devant le tribunal. Son affaire a attiré une attention publique considérable étant donné son statut de prince et la nature du crime. Sa défense était qu'il était mentalement malade au moment du crime. Il a affirmé être sous l'influence du cannabis, souffrir de dépression et être obsédé par la montre Rolex. Il a également affirmé avoir été abusé dans son enfance par sa mère et son beau-père.

### Peine de mort
Le juge a noté que l'accusé avait entaillé les poignets de Poh avec un coupe-papier pour s'assurer qu'elle ne survivrait pas. Il a déclaré qu'une telle "action rapide et un tel processus de réflexion" montrent que Jonaris Badlishah était conscient et contrôlait la situation à ce moment-là. Le 8 décembre 1998, après un procès de 19 jours, le juge a déclaré Jonaris Badlishah coupable et l'a condamné à mort.